# 維爾登湖 (加米施-帕滕基興縣)
47°27′26″N 11°14′18″E / 47.4572°N 11.2384°E

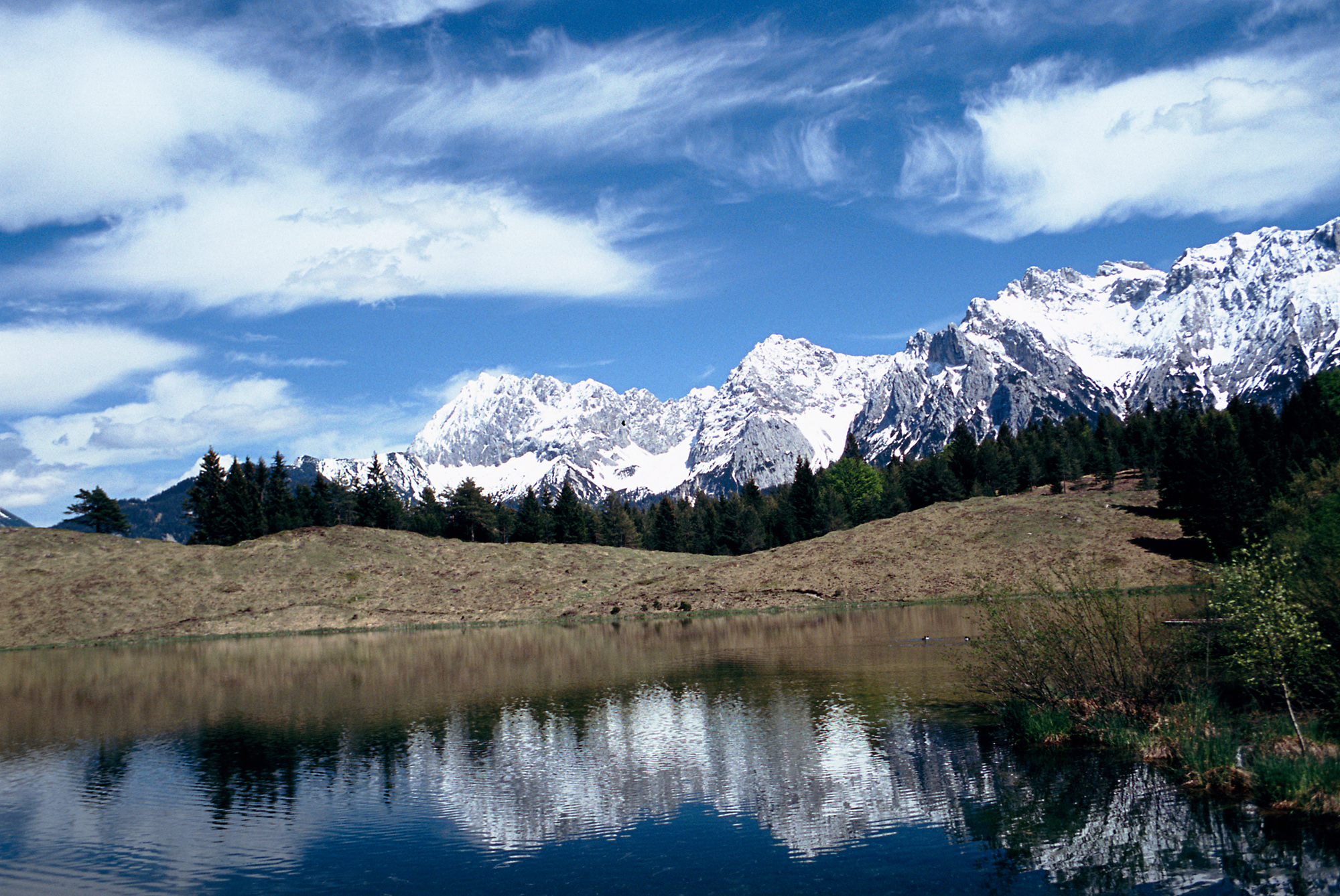

維爾登湖（德語：Wildensee），是德國的湖泊，位於該國東南部，由巴伐利亞州負責管轄，處於加米施-帕滕基興縣，距離米滕瓦爾德2.5公里，長0.24公里、寬0.18公里，面積0.02平方公里，海拔高度1,136米。